# エマヌエーレ・ビラレッリ
エマヌエーレ・ビラレッリ（Emanuele Birarelli, 1981年2月8日 - ）は、イタリアの元男子バレーボール選手。セニガッリア出身。ポジションはミドルブロッカー。元イタリア代表。

## 来歴
1998年、セリエA・ファルコナーラへ入団。ジュニア代表として出場した2000年ジュニア欧州選手権で準優勝を飾った。2002年に地元のアンコーナで1シーズンプレーしたのち、深刻な健康上の問題により2003年から2年間活動を停止。2005年にセリエA2のピネートで復帰し、ヴェローナを経て、2007年にトレントへ移籍した。
2008年、イタリア代表のミドルブロッカーに選出。同年5月15日に行われたスペインとの親善試合で代表デビューを飾り、5月末日から日本で開催された北京オリンピック世界最終予選に出場。初戦の日本戦第4セットでは18-24で日本がマッチポイントという絶望的な状況でサーブを任されたが、彼のサービスエースなども含めて7連続ポイントで24-24に追いつき、当セットを35-33で奪い最終的にセットカウント3-2での逆転勝ちに貢献した。最終的に連続ベストブロッカー部門2位の活躍で、2008年北京オリンピックに出場権獲得に貢献した。
2009年、トレントの欧州チャンピオンズリーグ初優勝に貢献しベストサーバー賞を受賞、世界クラブ選手権で初優勝。2010年欧州チャンピオンズリーグでは2連覇を経験した。
2大会連続出場となった2012年8月のロンドンオリンピックでは、銅メダルを獲得した。

## 球歴
- オリンピック - 2008年（4位）、2012年（銅メダル）
- ワールドリーグ - 2008年、2009年

## 所属クラブ
- パッラヴォーロ・ファルコナーラ （1998-1999年）
- ボッテガ・コルボルドロ （1999-2000年）
- パッラヴォーロ・ファルコナーラ （2000-2002年）
- パッラヴォーロ・アンコーナ （2002-2003年）

- パッラヴォーロ・ピネート （2005-2006年）
- ブル・バレー・ヴェローナ （2006-2007年）
- トレンティーノ・バレー （2007-2015年）
- シル・サフェーティ・ペルージャ（2015-2017年）
- Calzedonia Verona（2017-2020年）